# Frost/Nixon
Frost/Nixon ist ein 2008 produzierter Historienfilm von Ron Howard. Es erzählt die Geschichte des legendären Nixon-Interviews, das der junge Talkmaster David Frost 1977 mit dem ehemaligen US-Präsidenten Richard Nixon führte. Die Hauptrollen spielen Frank Langella und Michael Sheen.
Der Film erhielt 2009 fünf Nominierungen für den Golden Globe und fünf Oscar-Nominierungen, ging bei den Preisverleihungen aber leer aus.

## Handlung
Als der junge britische Talkmaster David Frost während der Dreharbeiten für eine seiner Shows die Rücktrittsrede von Präsident Richard Nixon sieht, der aufgrund der Watergate-Affäre sein Amt niederlegen musste, entwickelt er sofort den Plan, eine Interviewserie mit dem ehemaligen Staatsoberhaupt zu drehen. Er verspricht sich hiervon hohe Einschaltquoten, da weltweit ca. 400 Millionen Menschen die Rücktrittsrede verfolgt hatten sowie Nixon später von seinem Nachfolger Gerald Ford aus Gesundheitsgründen begnadigt wurde, sodass Nixon sich von Rechts wegen nicht mehr für seine Verfehlungen rechtfertigen muss, worauf das US-amerikanische Volk aber eigentlich immer noch wartet. Drei Jahre lang gibt Nixon zu den Umständen seines Rücktrittes keine öffentliche Stellungnahme ab, geht aber im Jahr 1977 schließlich auf Frosts wiederholte Anfragen ein.
Nixon ist zwar nach der Watergate-Affäre unbeliebt, aber ein brillanter Redner und sein Auftreten ist wohlüberlegt. Nixon selber geht davon aus, dass der in politischen Debatten unerfahrene David Frost ihm nicht viel anhaben kann, er aber durch das Interview seine Beliebtheit steigern kann. Inzwischen versucht Frost sein Interview an viele amerikanische TV-Sender zu verkaufen, doch nur allzu wenige trauen David Frost zu, dass er dem ehemaligen Präsidenten Geständnisse oder gar Entschuldigungen entlocken kann. So entschließt sich Frost, das Interview auf eigene Kosten (mit der Hilfe von Sponsoren und einigen wohlhabenden Freunden) zu produzieren. Ihm werden von seinem Freund und Produzenten John Birt die beiden Reporter Bob Zelnick und James Reston als Rechercheure zur Seite gestellt. Sie sollen ihm bei der Vorbereitung der Interviews helfen, doch Frost ist in der Vorbereitungsphase zumeist damit beschäftigt, TV-Sender und Sponsoren für seine Idee zu gewinnen oder sich auf Partys zu vergnügen. So ist es kaum überraschend, dass es bei den ersten drei von vier Interview-Teilen dem gewieften und gut gerüsteten Nixon spielend gelingt, den schlechter vorbereiteten Frost zu verunsichern, unangenehmen Fragen auszuweichen und sich in einem positiven Licht darzustellen. Unter anderem bringt er Frost jeweils Sekunden vor Beginn der Aufnahmen mit Fragen nach privaten Dingen aus dem Konzept.
Das Team um Frost scheint auseinanderzubrechen, da die beiden Amerikaner Zelnik und Reston verärgert sind, dass es Nixon bis jetzt gelingt, sich in einem guten Licht darzustellen und so zu entlasten, und Reston zweifelt an Frosts Fähigkeiten als Interviewer. Die beiden hatten gehofft, Nixon mit dem Interview jene Rechtfertigung abzunötigen, die ihm durch Fords Begnadigung juristisch erspart wurde. Frost schlägt vor, dass sich das Team während der Drehpause um Ostern trennt.
Vier Tage vor dem letzten Drehtermin, als sich bereits sein wirtschaftlicher Ruin abzeichnet, erhält Frost nachts einen Anruf vom betrunkenen Richard Nixon. Der bisher stets diplomatische Ex-Präsident äußert sich nun überraschend offen und stellt das Schicksalhafte und Tragische des Duells beider heraus. Beide kämen sie aus kleinen Verhältnissen und hätten sich aus eigener Kraft gegen Widerstände nach oben kämpfen müssen. Aber am Ende werde nur einer von ihnen als Sieger aus diesen Interviews hervorgehen können: Entweder ermögliche ihm, Nixon, ein Erfolg in diesem Duell seine Rehabilitation und Rückgewinnung von Einfluss unter Vernichtung von Frosts Ruf und dessen ökonomischer Grundlagen, oder aber ein Sieg von Frost setze den Schlussstrich unter sein öffentliches Leben und eröffne Frost eine strahlende Karriere. Diese Unterhaltung spornt Frost an, sich diesmal drei Tage lang konzentriert auf das Interview vorzubereiten und Reston auf die Suche nach bisher unveröffentlichtem, belastendem Archivmaterial zu schicken.
Kurz vor der Aufnahme ist es diesmal Frost, der Nixon mit seiner Erwähnung des nächtlichen Telefonats aus dem Konzept bringt, an das sich der Ex-Präsident nicht erinnern kann, was ihn sehr verunsichert. Im Verlauf des Interviews gelingt es Frost mit dem neuen Material, Nixon die Äußerung zu entlocken, er habe Dinge getan, die illegal gewesen wären, wäre er zum jeweiligen Zeitpunkt nicht Präsident gewesen. Damit hat sich Nixon über das Gesetz gestellt. Er gesteht, an einer Vertuschung beteiligt gewesen zu sein und das amerikanische Volk verraten zu haben. Er erklärt, dass seine politische Karriere nun definitiv zu Ende sei.
Die Schlussszene zeigt das letzte Treffen von Nixon und Frost, der mit den Interviews enorme Einschaltquoten erzielen konnte und nun wieder ein gefragter Talkmaster ist. Nixon bittet um ein Gespräch unter vier Augen. Er fragt Frost, ob ihm „diese Partys“ wirklich so viel Spaß machen, und als dieser bejaht, beglückwünscht er ihn zu seiner Eigenschaft, Menschen wirklich zu mögen und selbst gemocht zu werden. Ihm selber sei diese Leichtigkeit nie gegeben gewesen. Er fragt, ob Frost auch die Ironie des Schicksals sehe, dass sie beide sich in ihrer Jugend für Lebenswege entschieden hätten, die ihren zentralen Begabungen – charismatische Menschennähe der eine, intellektuelle Brillanz der andere – zuwiderliefen. Vielleicht wäre gar Frost besser zum Präsidenten und Nixon besser zum Journalisten geeignet gewesen? Frost, von dieser Sicht der Dinge überrascht und beeindruckt, stimmt zögernd zu. Nixons Frage, ob er Frost wirklich in einer Nacht angerufen hatte, bejaht Frost, antwortet aber ausweichend (*) auf die Nachfrage, worum es in dem Gespräch gegangen sei. Die beiden Männer verabschieden sich voneinander.

## Dramaturgie
Frost/Nixon ist die Verfilmung eines Theaterstücks von 2006. In einem Interview nahm Peter Morgan, der britische Autor sowohl des Theaterskripts als auch des Filmdrehbuchs, Stellung zur filmischen Umsetzung. Einige Details:
- Der amerikanische Regisseur Ron Howard wurde bewusst ausgewählt, weil er bisher als reiner Mainstream-Filmemacher gearbeitet hatte. So sollte vermieden werden, dass Frost/Nixon „im Ghetto obskurer Polit-Filme landet“.
- Die beiden Hauptpersonen David Frost und Richard Nixon wurden wie in der Bühnenversion mit Michael Sheen und Frank Langella besetzt. Für Nixon war allerdings auch Warren Beatty im Gespräch.
- Die Darstellung der Interviews im Film ist nicht authentisch. So übernahm Morgan etwa einige Äußerungen von Nixon aus anderen Interviews.
- Die verunsichernden „Psychospiele“ zwischen Nixon und Frost kurz vor Beginn der Aufnahmen sind erfunden.
- Nixon war zwar laut Morgan gegen Ende seiner Amtszeit bekannt dafür, nachts unter dem Einfluss von Medikamenten und Alkohol öfter zu telefonieren und sich am nächsten Morgen nicht mehr daran erinnern zu können. Den im Film dargestellten nächtlichen Anruf von Nixon bei Frost hat es allerdings nicht gegeben.
- Die entscheidende Szene des Films, Nixons weitgehendes Eingeständnis seiner Verfehlungen, ist authentisch, wurde aus dramaturgischen Gründen aber erst gegen Ende des Films platziert. In Wirklichkeit geschah diese Szene mitten im dritten Interview.[3]
- In der Bühnenversion gibt es zwei Erzähler des Geschehens, einen aus Frosts Team und einen aus Nixons Team. In der Filmversion wurden diese beiden Erzähler ersetzt durch Auftritte mehrerer Personen aus beiden Teams. Diese Auftritte wurden zwischen den eigentlichen Spielszenen eingefügt und sind im Stil der Aussagen von Zeitzeugen in Dokumentarfilmen gehalten, die direkt in die Kamera sprechen. Allerdings werden die Personen auch hier von ihren Darstellern verkörpert und sind gegenüber den Spielszenen nicht gealtert, wie es in einem Jahrzehnte später gedrehten Dokumentarfilm zu erwarten wäre.

## Kritiken
„Regisseur Ron Howard hat sich eine Sternstunde des Fernsehens herausgepickt, die den perfekten Stoff fürs Kino liefert. Optik, Dialoge, Dramaturgie, Schauspiel: Hier stimmt einfach alles […]“

„Man muss politisch nicht sonderlich vorgebildet sein, um dem spannenden Schlagabtausch folgen zu können, man kann den Film sogar sehen wie einen Western: Zwei Männer kämpfen gegeneinander. Und sie hören erst auf, wenn einer von ihnen am Boden liegt. Fazit: Wortgewaltiges Polit-Psychoduell, das trotz kammerspielhafter Inszenierung bis zur letzten Sekunde fesselt und mit oscarreifen Darstellerleistungen aufwartet.“

„«Frost/Nixon» brilliert als medial inszeniertes Drama zweier Menschen, die sich vor der Kamera um die Wahrheit streiten, in Wirklichkeit aber um ihre eigene Zukunft kämpfen. Der Film macht vor, dass in der Politik nicht nur entscheidet, was ein Politiker sagt, sondern wie er dabei aussieht. Er demonstriert die Macht des Bildes über das Wort, der Ausstrahlung über die Inszenierung, der Körpersprache über die Sprache […]“

## Auszeichnungen
Golden Globes 2009
Nominiert für:
- Bester Film – Drama
- Beste Regie – Ron Howard
- Bestes Filmdrehbuch – Peter Morgan
- Bester Hauptdarsteller – Drama – Frank Langella
- Beste Filmmusik – Hans Zimmer

Satellite Awards
- Bestes Drehbuch – Peter Morgan

Außerdem nominiert für:
- Bester Film – Drama
- Beste Regie – Ron Howard
- Bester Hauptdarsteller – Drama – Frank Langella
- Bester Schnitt

British Academy Film Awards 2009
Nominiert für:
- Bester Film
- Beste Regie – Ron Howard
- Bestes adaptiertes Drehbuch
- Bester Schnitt
- Bester Hauptdarsteller – Frank Langella
- Bestes Make Up

Oscar 2009
Nominiert in den Kategorien:
- Bester Film
- Beste Regie – Ron Howard
- Bestes adaptiertes Drehbuch – Peter Morgan
- Bester Hauptdarsteller – Frank Langella
- Bester Schnitt – Daniel P. Hanley und Mike Hill

Dem Film wurde von der Filmbewertungsstelle Wiesbaden das Prädikat Besonders wertvoll verliehen.